# SMOP

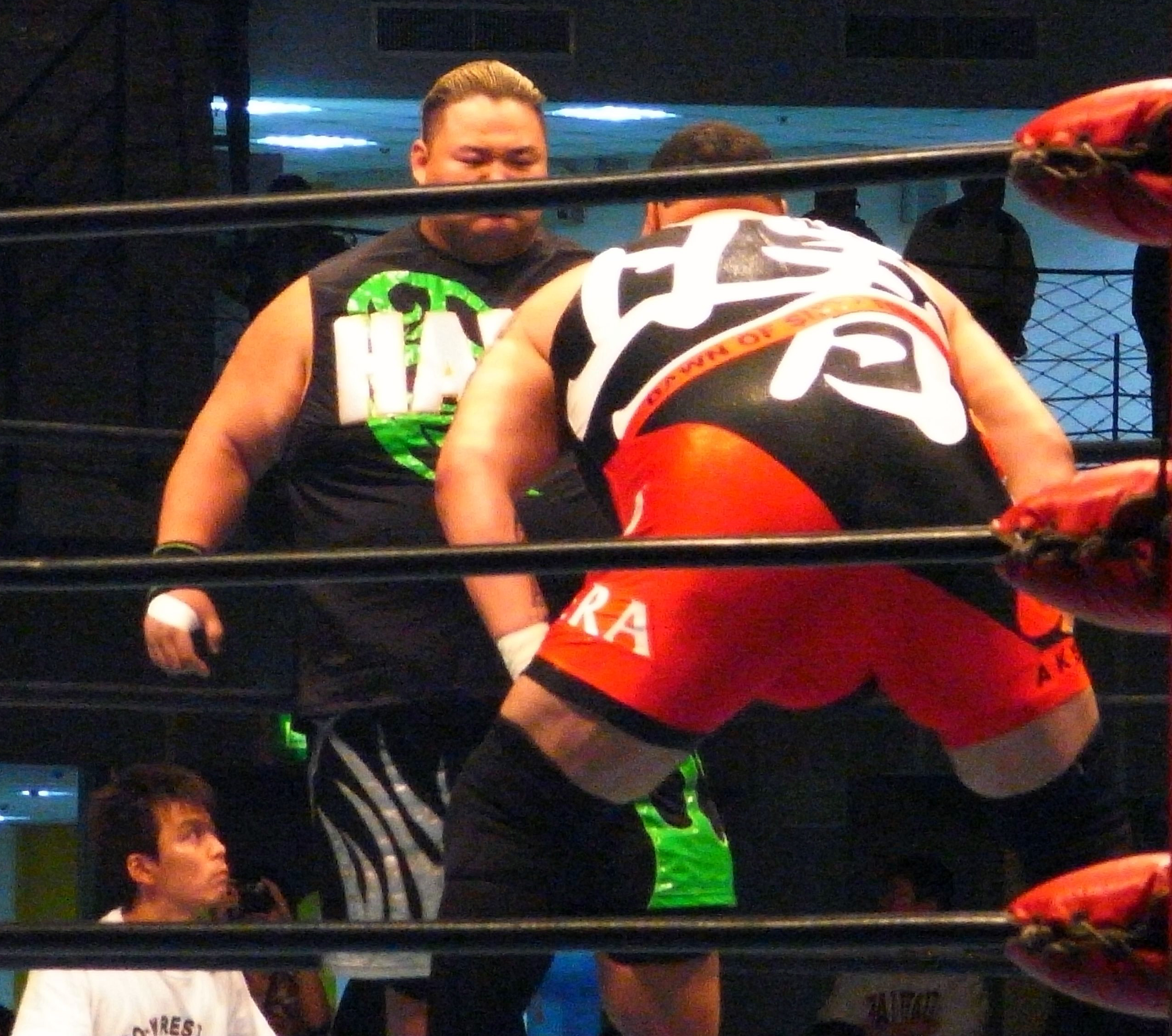
SMOP時代の浜亮太（左）と曙（右）

SMOP（スモップ、スーパー・メガトン・オオズモウ・パワーズ）は、プロレスのタッグチーム、ユニット。

## 概要
2008年11月3日に浜亮太の全日本プロレスでのデビュー戦の相手を曙が務めたことがきっかけで結成された。元大相撲力士で200kgを超える巨体を持つ者同士のタッグである。
2009年9月23日にアジアタッグ王座を獲得。同年12月17日にタッグチーム名をSMOPに決定。同年のプロレス大賞では最優秀タッグチーム賞を獲得した。
一時期、超党派軍と新世代軍との抗争で袂を分ちあっていたが、2011年6月12日の世界タッグ王座決定戦進出チーム決定戦で復活した。
2013年の全日本分裂に際しては、浜がWRESTLE-1に、曙はフリーから全日本所属になったため、事実上タッグ活動は休止状態にあった。ただし解散は宣言しておらず、2016年3月13日のWRESTLE-1後楽園ホール大会では曙と浜のタッグが復活して試合後には浜が改めて「SMOPは解散しません」とのコメントを出した。
浜が大日本プロレスにレギュラー参戦していた事から7月10日の札幌マルスジム大会から大日本プロレスにも参戦。7月24日の両国国技館大会ではツインタワーズ（石川修司・佐藤耕平）が持っているBJW認定タッグ王座に挑戦するも敗退。9月からは大日本最侠タッグリーグ戦ストロングブロックに参戦。Bブロックを3戦3勝で1位通過を決めた。
2016年7月23日、岡本将軍が加入。
2017年4月11日に曙が体調不良により緊急搬送され、入院が続いてからは活動休止となっていた。
2024年4月11日の曙の逝去を受け、浜が「あんなに優しい方はいらっしゃらなかった」「タッグパートナーとして心強い方で僕をレスラーとして成長させてくれました」と感謝の意を述べた。なお、SMOPの解散については明言されなかった。

## メンバー
- 曙（2024年4月11日逝去）
- 浜亮太
- 将軍岡本

## SMOPとして獲得したタイトル
- 第82、88代アジアタッグ王座
- 2009年プロレス大賞最優秀タッグチーム賞